# Reprezentacja Włoch w rugby union mężczyzn
Reprezentacja Włoch w rugby mężczyzn – zespół rugby union, biorący udział w imieniu Włoch w meczach i międzynarodowych turniejach. Za jego funkcjonowanie odpowiedzialny jest Włoska Federacja Rugby. Drużyna występuje w Pucharze Sześciu Narodów.

## Udział w Pucharze Świata
| Udział w Pucharze Świata | Udział w Pucharze Świata | Udział w Pucharze Świata |
| Rok                      | Kwalifikacje             | Wynik                    |
| ------------------------ | ------------------------ | ------------------------ |
| 1987                     | –                        | faza grupowa             |
| 1991                     | awans                    | faza grupowa             |
| 1995                     | awans                    | faza grupowa             |
| 1999                     | awans                    | faza grupowa             |
| 2003                     | awans                    | faza grupowa             |
| 2007                     | awans                    | faza grupowa             |
| 2011                     | awans                    | faza grupowa             |
| 2015                     | awans                    | faza grupowa             |
| 2019                     | awans                    |                          |

## Stroje
Podstawowy strój reprezentacji Włoch składa się z błękitnej koszulki, granatowych spodenek oraz getrów. Przed 2012, domowy strój składał się z niebieskiej koszulki, białych spodenek oraz niebieskich getrów. Drugi zestaw stroju Włochów to biała koszulka, błękitne spodenki oraz getry. Symbolem reprezentacji znajdującym się na lewej piersi koszulek jest prostokątna tarcza Scudetto, używana przez większość włoskich reprezentacji oraz mistrzów Włoch.
| Okres        | Producenci    | Sponsorzy        |
| ------------ | ------------- | ---------------- |
| 1987         | Adidas        | Brak             |
| 1996 – 1997  | Reebok        | Brak             |
| 1999         | Cotton Oxford | Brak             |
| 2000         | Canterbury    | Alliance UniChem |
| 2000 – 2002  | Kappa         | Alliance UniChem |
| 2002 – 2006  | Kappa         | Jaguar           |
| 2007 – 2012  | Kappa         | Cariparma        |
| 2012 – nadal | Adidas        | Cariparma        |

## Trenerzy

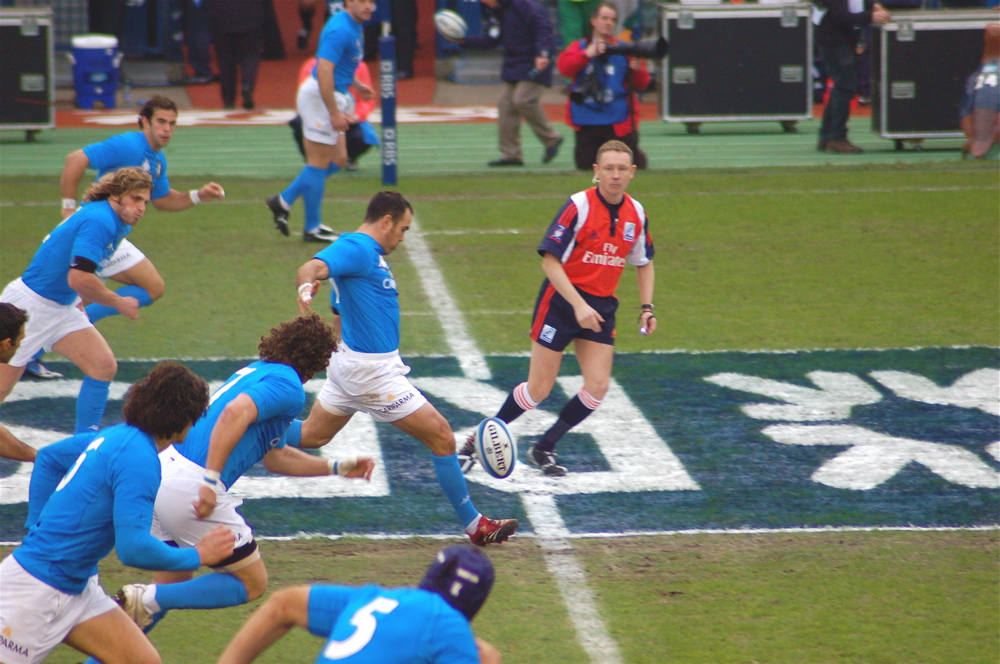
Rozpoczęcie gry przez drużynę Italii

| Imię i nazwisko            | Lata pracy   |
| -------------------------- | ------------ |
| Pierre Villepreux          | 1978–1981    |
| Paolo Paladini Marco Pulli | 1981–1985    |
| Marco Bollesan             | 1985–1988    |
| Loreto Cucchiarelli        | 1988–1989    |
| Bertrand Fourcade          | 1989–1993    |
| Georges Coste              | 1993–1999    |
| Massimo Mascioletti        | 1999–2000    |
| Brad Johnstone             | 2000–2002    |
| John Kirwan                | 2002–2005    |
| Pierre Berbizier           | 2005–2007    |
| Nick Mallett               | 2007–2011    |
| Jacques Brunel             | 2011–obecnie |